# Congonhinhas
Congonhinhas là một đô thị thuộc bang Paraná, Brasil. Đô thị này có diện tích 535,959 km², dân số năm 2007 là 8931 người, mật độ 16,7 người/km².